# Moodymann
Moodymann, artistnamn för Kenny Dixon Jr, är en techno- och houseartist från Detroit.

## Diskografi
- 1997 – Silent Introduction
- 1998 – Mahogany Brown
- 2000 – Forevernevermore
- 2003 – Silence in the Secret Garden
- 2004 – Black Mahogani
- 2004 – Black Mahogani 2